# Yemrehana Krestos
Yemrehana Krestos (amharisch ይምርሃነ ክርስቶስ; durch Francisco Álvares als „Abraham“ bezeichnet) war von 1039 bis 1079 Negus Negest (Kaiser) von Äthiopien und ein Mitglied der Zagwe-Dynastie. Taddesse Tamrat berichtet, dass er der Sohn von Germa Seyum, dem Bruder von Tatadim war. Der italienische Gelehrte Carlo Conti Rossini veröffentlichte jedoch 1902 ein Schriftstück demzufolge Yemrehana Krestos der Nachfolger Na’akueto La’abs war, auf den Yetbarak auf dem Thron folgte.
Der Schilderung Taddesse Tamrats zufolge, besaß er ein enges Vertrauensverhältnis zu einem Geistlichen, mehr als irgendein anderer König von Äthiopien. So soll er darauf bestanden haben, das Land gemäß dem apostolischen Kanon zu führen.
Yemrehana Krestos ließ die erste aus Stein gehauene Kirche in Äthiopien errichten. Diese trägt seinen Namen und befindet sich 19 Kilometer nordwestlich von Lalibela. In seinem Prester John of the Indies hinterließ Alvares eine Beschreibung der Kirche zu Beginn des 16. Jahrhunderts. Taddesse deutet an, dass der Bau dieser Kirche im Zusammenhang mit dem Besuch einer äthiopischen Abordnung beim Kalifen Saladin im Jahr 1173 stand. Es ist schriftlich belegt, dass diese dem Kalifen einen Brief und viele Geschenke überbrachten. In der Gadla Yemrehana Krestos findet sich ein Absatz, der beschreibt wie es Yemrehana Krestos gelang, die Palasttür des Kalifen für seine Kirche zu bekommen. Eine Liste verschiedener weiterer Felsenkirchen, die diesem König zugeschrieben werden, findet sich in Paul B. Henzes Buch.
Alvares hielt die Überlieferung fest, wonach Yemrehana Krestos die Tradition begründete, Rivalen auf den kaiserlichen Thron auf Amba Geshen festzuhalten.